# G7-Gipfel in Kananaskis 2025

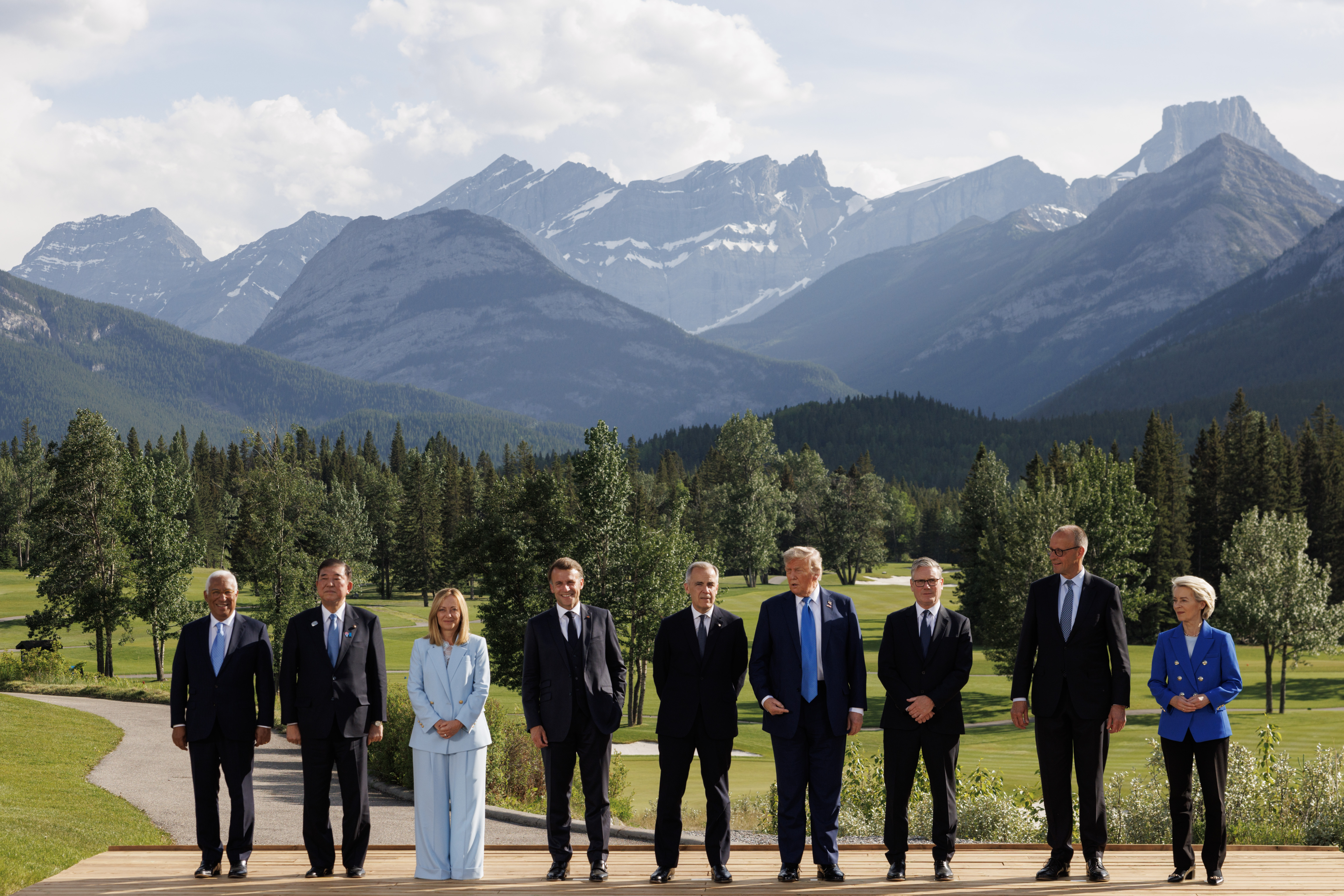
Foto der neun Teilnehmer

Der G7-Gipfel in Kananaskis 2025 war die 51. Auflage des Zusammentreffens der Gruppe der Sieben. Er fand vom 15. bis 17. Juni 2025 in Kananaskis in der kanadischen Provinz Alberta statt. Dies war nach dem 28. G8-Gipfel im Jahr 2002 der zweite G7-Gipfel, der in Kananaskis stattfand.

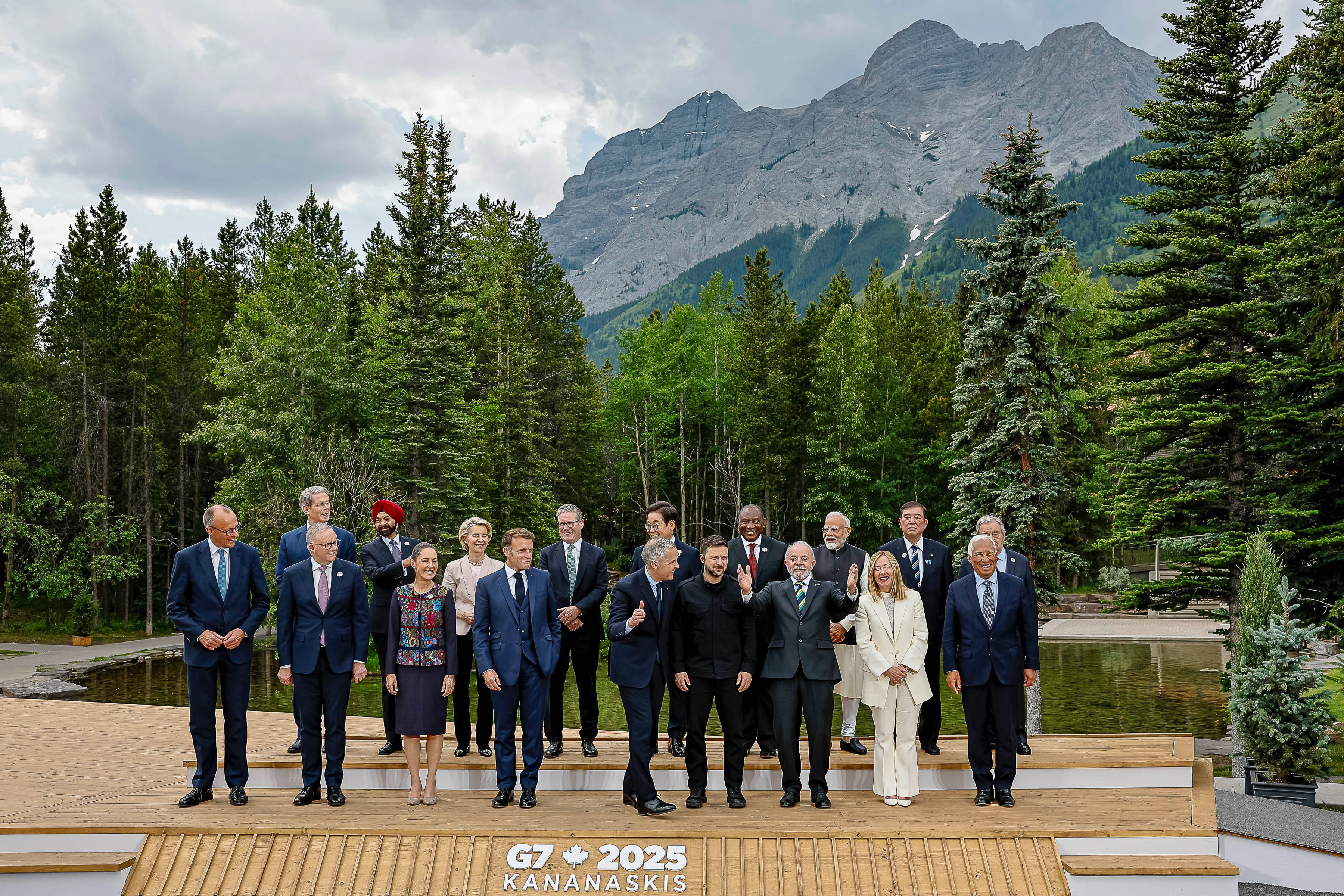
Die Staats- und Regierungschefs der G7 mit den Staats- und Regierungschefs der eingeladenen Länder

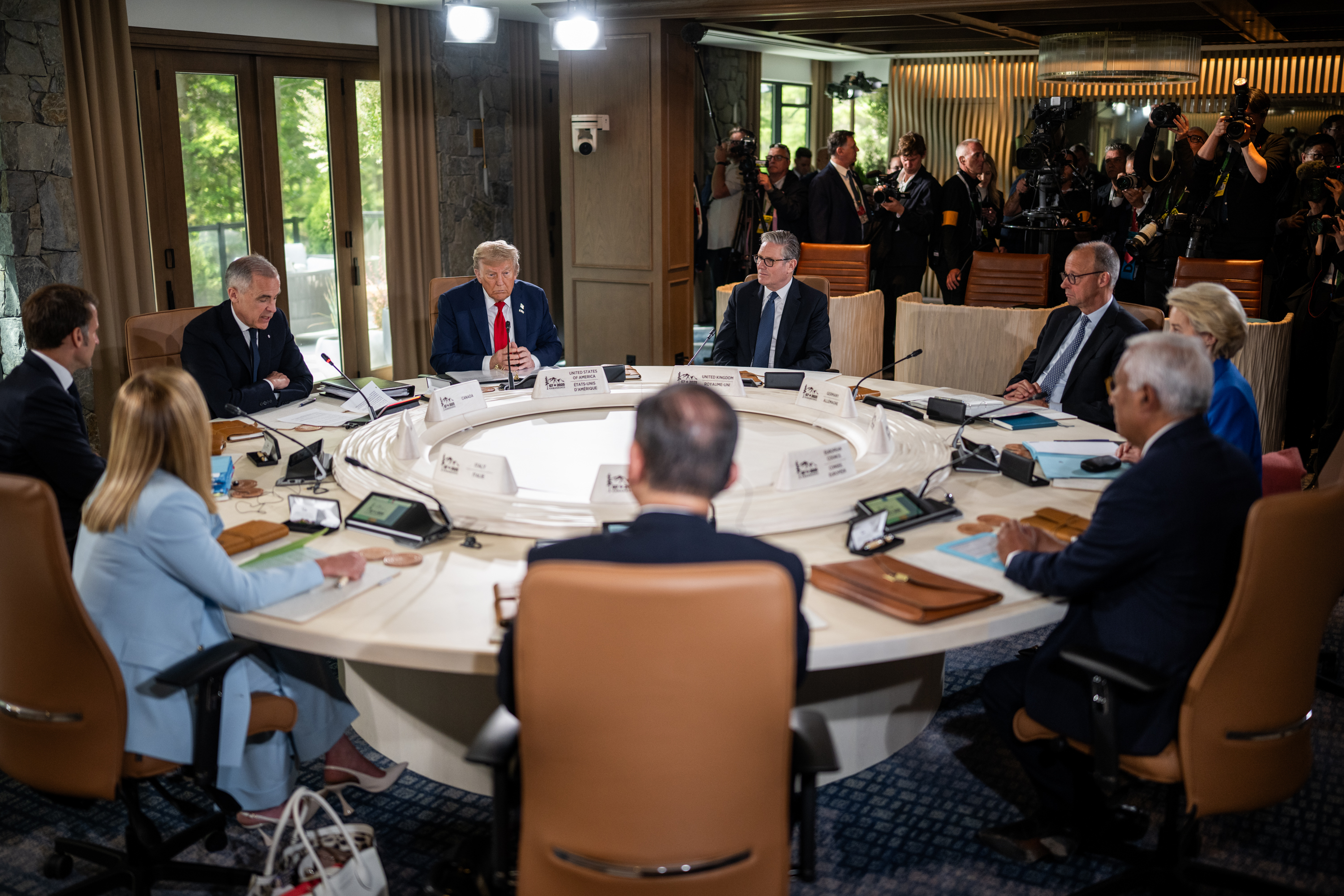
Arbeitssitzung am 16. Juni 2025

Der zweitägige Gipfel stand unter dem Eindruck der Kriege im Nahen Osten und in der Ukraine. Der G7-Gipfel galt im Vorfeld angesichts der schwierigen internationalen Lage als Versuch, ein weiteres Auseinanderdriften des Westens zu verhindern. Eine gemeinsame Abschlusserklärung war indes nicht geplant. Gastgeber Kanada beabsichtigte zunächst nur kleinere Erklärungen zu einzelnen Themen wie Künstliche Intelligenz und Versorgungssicherheit mit kritischen Rohstoffen verabschieden lassen. US-Präsident Donald Trump verließ das Gipfeltreffen in Kananaskis vorzeitig, nach eigenen Angaben aufgrund der angespannten Lage im Nahen Osten.

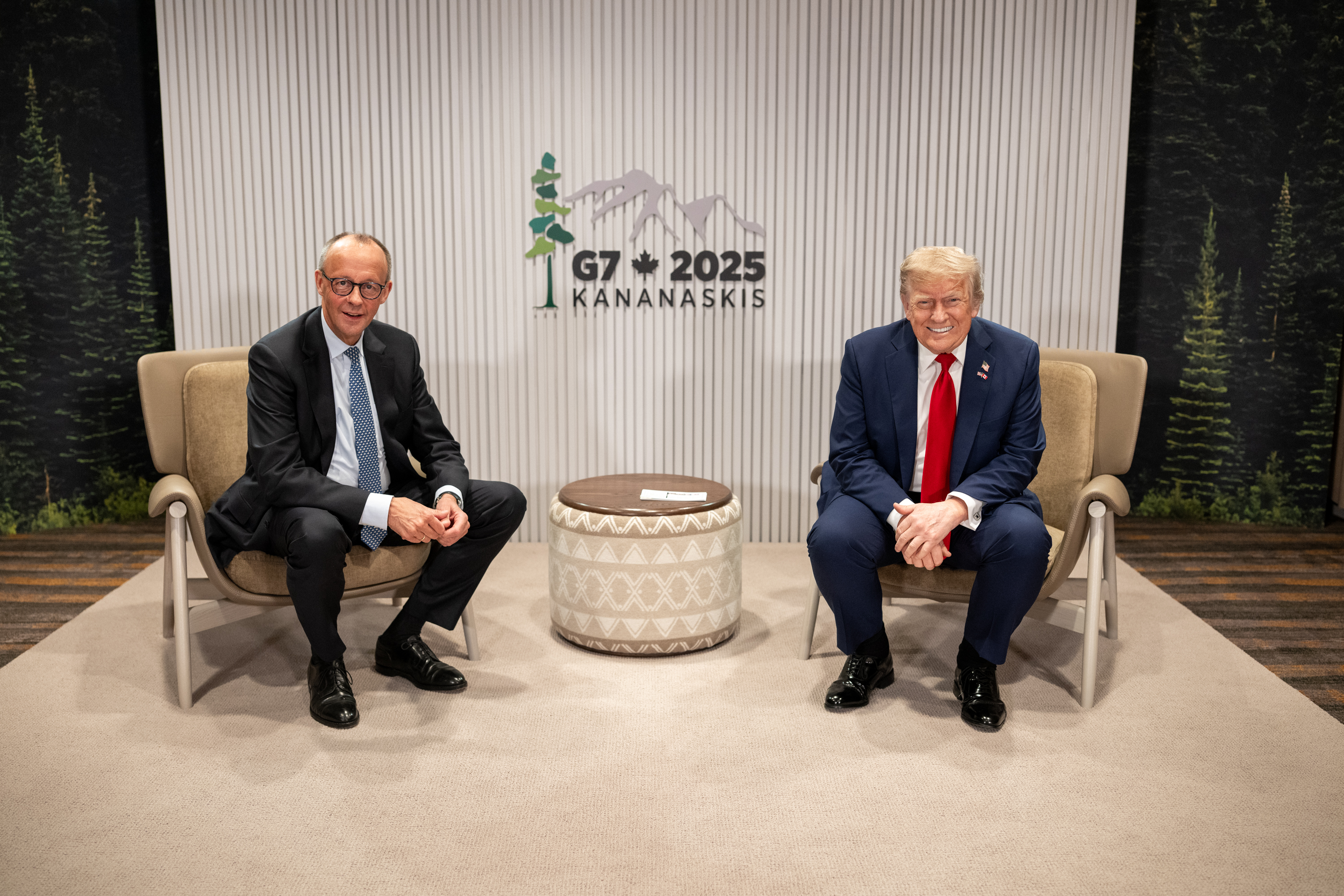
US-Präsident Donald Trump mit Bundeskanzler Friedrich Merz, 16. Juni 2025

Die Staats- und Regierungschefs veröffentlichten insgesamt Einzelerklärungen zu sieben zentralen Themen. Dazu gehörten unter anderem gemeinsame Positionen zur illegalen Migration, zum Umgang mit dem Iran sowie eine Einigung auf einen Aktionsplan für kritische Rohstoffe. In Abwesenheit von US-Präsident Donald Trump sicherten die verbliebenen G7-Vertreter der Ukraine im Krieg gegen Russland Unterstützung zu. Einem Vertreter Kanadas zufolge traten sechs der sieben Länder für eine „starke Sprache“ und eine Verurteilung Russlands im Angriffskrieg gegen die Ukraine ein. Diese Formulierung hätten die Vereinigten Staaten aber nicht mitgetragen.

## Teilnehmer
| Land                          | Bild       | Name                      | Titel                                   |
| G7-Staaten                    | G7-Staaten | G7-Staaten                | G7-Staaten                              |
| ----------------------------- | ---------- | ------------------------- | --------------------------------------- |
| Deutschland                   |            | Friedrich Merz            | Bundeskanzler                           |
| Frankreich                    |            | Emmanuel Macron           | Staatspräsident                         |
| Italien                       |            | Giorgia Meloni            | Präsidentin des Ministerrats            |
| Japan                         |            | Shigeru Ishiba            | Premierminister                         |
| Kanada                        |            | Mark Carney               | Premierminister (Gastgeber)             |
| Vereinigtes Königreich        |            | Keir Starmer              | Premierminister                         |
| Vereinigte Staaten            |            | Donald Trump              | Präsident                               |
| Europäische Union             |            | António Costa             | Präsident des Europäischen Rates        |
| Europäische Union             |            | Ursula von der Leyen      | Präsidentin der Europäischen Kommission |
| Eingeladene Länder            |            |                           |                                         |
| Australien                    |            | Anthony Albanese          | Premierminister                         |
| Brasilien                     |            | Luiz Inácio Lula da Silva | Präsident                               |
| Indien                        |            | Narendra Modi             | Premierminister                         |
| Mexiko                        |            | Claudia Sheinbaum         | Präsidentin                             |
| Südafrika                     |            | Cyril Ramaphosa           | Präsident                               |
| Südkorea                      |            | Lee Jae-myung             | Präsident                               |
| Ukraine                       |            | Wolodymyr Selenskyj       | Präsident                               |
| Internationale Organisationen |            |                           |                                         |
| NATO                          |            | Mark Rutte                | Generalsekretär                         |
| Vereinte Nationen             |            | António Guterres          | Generalsekretär                         |
| Weltbank                      |            | Ajay Banga                | Präsident                               |

### Eingeladene Gäste, die nicht anwesend waren
| Land                         | Bild | Name                         | Titel                         |
| ---------------------------- | ---- | ---------------------------- | ----------------------------- |
| Indonesien                   |      | Prabowo Subianto             | Präsident                     |
| Saudi-Arabien                |      | Mohammed bin Salman          | Kronprinz und Premierminister |
| Vereinigte Arabische Emirate |      | Muhammad bin Zayid Al Nahyan | Präsident                     |

## Kalender
| Datum            | Veranstaltung                                         | Ort                         |
| ---------------- | ----------------------------------------------------- | --------------------------- |
| 12. bis 14. März | Treffen der Außenminister                             | Charlevoix, Quebec          |
| 20. bis 22. Mai  | Treffen der Finanzminister und Zentralbankgouverneure | Banff, Alberta              |
| 15. bis 17. Juni | Gipfeltreffen der Staats- und Regierungschefs         | Kananaskis Village, Alberta |